# Harry Kosczol
Harry Kosczol (* 16. März 1921 in Berlin) ist ein ehemaliger deutscher Musiker, Komponist, Musikerzieher und  Leiter des Akkordeonensembles der Deutschen Volkspolizei.
Harry Kosczol lernte früh Klavierspielen. In den 1930er Jahren widmete er sich dem Akkordeon, dem damaligen Modeinstrument. Nach dem Zweiten Weltkrieg aus einer zweimonatigen britischen Kriegsgefangenschaft entlassen, lebte er kurz nahe Bremerhaven, zog im November 1946 nach Borkwalde, wo seine Familie seit 1927 eine Sommerlaube besessen hatte. Hier gründete er im Rahmen der Jugendarbeit der FDJ sein erstes Musikensemble, eine Volkstanz- und Instrumentalgruppe.
Als Ende der 1940er Jahre die Kulturarbeit in Betriebsgruppen konzentriert wurde, begründete er ein Volkskunstensemble an der Ernst-Thälmann-Werft in Brandenburg, danach wurde er Ensembleleiter im Stahlwerk Hennigsdorf. Das Ensemble behauptete sich unter den Spitzengruppen bei Kreis- und DDR-weiten Wettbewerben.
Nach drei Jahren wechselte Harry Kosczol zum zentralen Ensemble der Deutschen Volkspolizei, dessen Akkordeonorchester er über dreißig Jahre leitete. Daneben arbeitete er als Lehrer an der Musikschule Potsdam und schloss ein Fernstudium zum Diplomlehrer für Musik ab.
Er schrieb neun Bearbeitungen und Kompositionen, die in Musikverlagen veröffentlicht wurden. Seine bekannteste Komposition ist der Lauschaer Galopp (Hrsg.: Erich-Carl Frohloff). 1954 wurde Harry Kosczol als bester Akkordeonsolist der DDR ausgezeichnet.
1997 trat Harry Kosczol noch einmal als einer der Initiatoren des Landes-Jugend-Akkordoenorchesters Brandenburg in Erscheinung.